# Sunday Best
Sunday Best è un talent show statunitense andato in onda dal 2007 al 2015 e dal 2019 su BET.

## Il programma
In ogni edizione vengono selezionati dalla giuria venti aspiranti cantanti di musica gospel, eliminati settimanalmente fino a giungere al vincitore.
Nel corso delle edizioni, tutte condotte da Kirk Franklin, la giuria ha compreso cantanti gospel affermati come Yolanda Adams, Donnie McClurkin e le Mary Mary.

## Edizioni
| Edizione | Emittente | Emittente | Vincitore           | Conduzione    | Conduzione |
| -------- | --------- | --------- | ------------------- | ------------- | ---------- |
| 1ª       | BET       | BET       | Crystal Aikin       | Kirk Franklin |            |
| 2ª       | BET       | BET       | Y'Anna Crawley      | Kirk Franklin |            |
| 3ª       | BET       | BET       | Le'Andria Johnson   | Kirk Franklin |            |
| 4ª       | BET       | BET       | Amber Bullock       | Kirk Franklin |            |
| 5ª       | BET       | BET       | Joshua Rogers       | Kirk Franklin |            |
| 6ª       | BET       | BET       | Tasha Page-Lockhart | Kirk Franklin |            |
| 7ª       | BET       | BET       | Geoffrey Golden     | Kirk Franklin |            |
| 8ª       | BET       | BET       | Dathan Thigpen      | Kirk Franklin |            |
| 9ª       | BET       | BET       | Melvin Crispell III | Kirk Franklin |            |
| 10ª      | BET       | BET       | Stephanie Summers   | Kirk Franklin |            |